# Fabienne
Fabienne est un prénom féminin français d'origine latine.

## Popularité
Plutôt rare jusqu'au milieu du XXe siècle, il atteindra son pic de popularité dans les années 1960 avant de décliner ; en 2020, 3 filles ont reçu ce prénom en France.

## Variantes
- Fabiana, en italien, espagnol et portugais.
- Fabianna

## Fabienne comme prénom
- Pour l'ensemble des articles sur les personnes portant ce prénom, consulter :
  - la liste des articles dont le titre commence par ce prénom
  - les listes produites par Wikidata : Liste des personnes de prénom « Fabienne » — même liste en incluant les éventuels prénoms composés qui contiennent « Fabienne ».